# Carl Andreas Rames
Carl Andreas Rames (født 18. april 1809 i København, død 17. november 1869) var en dansk industridrivende.
Rames var født i København, hvor hans fader, Ferdinand Rames, var blikkenslagermester og major i Borgervæbningen. Han skulle være blikkenslager som faderen, og anden undervisning end værkstedets tænktes der ikke på, før han selv, 11 år gammel, forlangte at komme i en skole. Da han var blevet svend, rejste han til udlandet og opholdt sig bl.a. flere år i Mexico. Ved sin hjemkomst herfra medbragte han tre sømmaskiner og fik 1839 fem års eneret til at forfærdige søm på dem. 1840 gik han i kompagni med bøssemager Johan Frederik Hansen, og nu kom der fart i sømfabrikationen. Der blev, for at skaffe godt jern til den, anlagt et jernvalseværk ved Karlskrona i Blekinge, ja man forsøgte at oprette filialer af fabrikken i Nordtyskland, men de lykkedes dog ikke. Rames interesserede sig stærkt for afholdelsen af en nordisk industriudstilling i København og blev i den anledning formand i Industriforeningen 1865, men af helbredshensyn trak han sig tilbage som sådan i 1868, og inden udstillingen kom (1872), afgik han ved døden (17. november 1869).
20. maj 1851 havde han ægtet Julie Martine Kofod (1820 – 28. juli 1862), datter af præsten Børge Poscholan Kofod.